# Канноне, Козимо
Козимо Альдо Канноне (итал. Cosimo Aldo Cannone; род. 20 марта 1984, Бриндизи, Апулия) — итальянский спортсмен в водно-моторном спорте. Чемпион мира 2007 и 2008 гг.